# Кузнецов, Сергей Олегович (историк)
Серге́й Оле́гович Кузне́цов (род. 7 декабря 1960, Ленинград) — российский историк и искусствовед, кандидат искусствоведения, доктор исторических наук, исследователь рода Строгановых.

## Биография
В 1978 году окончил среднюю школу № 360 г. Ленинграда с похвальной грамотой по истории. До и после службы в Вооружённых силах (1979—1981) в течение нескольких месяцев работал на ЛНПО «Красная заря» как слесарь-сборщик АТС.
В 1981—1987 годах учился на кафедре русского и зарубежного искусства искусства исторического факультета Ленинградского государственного университета. Дипломная работа имела название «Официальные заказы в творчестве Д. Г. Левицкого. Их художественные принципы и идеологическая направленность».
Руководителем первых исследований был И. Д. Чечот.
В 1981—1984 годах совмещал учёбу с работой в Государственной публичной библиотеке им. М. Е. Салтыкова-Щедрина, а в 1984—1987 годах — с работой в отделе живописи XVIII — первой половины XIX века Государственного Русского музея. Защитил диссертацию на соискание степени кандидата искусствоведения «Портретные ансамбли Д. Г. Левицкого. Проблемы методики изучения живописи XVIII века».
В 1990—1991 годах входил в группу по изучению Михайловского замка, наметив путь дальнейшего исследования в небольшой статье.
С 1991 года возглавляет сектор по изучению истории Строгановского дворца Государственного Русского музея.
В 1998—2019 годах преподаватель Санкт-Петербургского государственного университета.
В 2008 году защитил докторскую диссертацию «Государственная и меценатская деятельность рода Строгановых в имперский период».
Назвал сына Аникой в честь А. Ф. Строганова.

## Научная деятельность
Творчество Левицкого стало первой большой темой исследований, результатом которых явились кандидатская диссертация и книга «Неизвестный Левицкий. Портретное творчество живописца в контексте петербургского мифа» (СПб., 1996). Предложил оригинальную концепцию деятельности живописца как совокупности портретных ансамблей, связанной с так называемой «системой единицы» немецкого мистика Карла Эккарстхаузена. Научным руководителем этих работ была Т. В. Ильина. Среди других учителей в университете: В. А. Булкин, Н. Н. Калитина, Е. О. Ваганова.
Одновременно начал исследование творчество И. Ф. Хруцкого (1810—1885) и русский натюрморт XIX века, что стало второй многолетней темой. Предпринял попытку определить тип живописца 19 века, который стремился избежать создания исторических и мифологических картин, определив его как «среднего художника». Участвовал в организации экспозиции работ мастера в московской галерее In artibus в декабре 2024 — марте 2025 годов под названием "Гимн «тихой жизни „Ивана Хруцкого“».
Изучение различных аспектов истории рода Строгановых и их многочисленных владений — третья большая тема исследований. К открытию первых залов Строгановского дворца после почти семидесятилетнего перерыва приурочил издание «Новейшего путеводителя по Строгановскому дворцу», которое сыграло связующую роль между Петербургом начала и конца XX века. Тогда же был подготовлен сценарий фильма о строгановском Петербурге (Строгановы в Петербурге — ГТРК «5 канал», 1995 г. Режиссёр Н. Дементьева).
Принимал участие в подготовке выставок строгановского художественного наследия в США (2000), Франции (2002), Голландии (2003), Санкт-Петербурге (2003, 2019) и Перми (2017—2018).
На рубеже XX и XXI веков в книге «Дворцы Строгановых» (1998) и в ряде статей для журнала «Наше наследие» (2001—2002) впервые представил художественный мир династии в Санкт-Петербурге, включая Строгановскую дачу и имение Марьино, а также подмосковное имение Братцево. Третье издание книги вышло в 2012 под названием «Строгоновы. 500 лет рода. Выше только цари». В состав тома вошла книга «Марьино», положив начало серии работ об отдельных памятниках рода Строгоновых, продолженная книгой «Строгоновский сад. О почти исчезнувшем памятнике» (2012) и книгой «Строгоновский дворец: архитектурная история» (2015).
В 2003—2006 годах были подготовлены научные монографии из не завершенной серии книг об истории династии в имперский период: «Пусть Франция поучит нас танцовать» (представляет историю рода Строгоновых с 1722 по 1771), а также «Не хуже Томона» (охватывает 1771—1817 в истории Строгановых). Последняя из упомянутых работ была включена газетой «Время новостей» в число лучших российских книг по искусству за 2007 год).
Четвёртая тема исследований — готический вкус в искусстве XVIII—XIX веков. Написал несколько работ, посвящённых творчеству А. Менеласа, А. П. Брюллова, О. Монферрана, а также ансамблях в готическом вкусе в Царицыно и Царском селе. Исследовал Михайловский замок в Санкт-Петербурге.

## Награды
- 2005 — Награждён медалью «В память 300-летия Санкт-Петербурга»
- 2018 — Лауреат конкурса литературных исторических произведений Всероссийской историко-литературной премии «Александр Невский» за книгу «Выше только цари. Строгановы». Специальная премия «Родословная»
- 2019 — Лауреат «Строгановской премии» за выдающиеся достижения в области искусства

## Основные работы
Книги
- Новейший путеводитель по Строгановскому дворцу / Сост. С. Кузнецов. — СПб.: Б. С. К., 1995. — 77 с. — ISBN 5-88925-001-9
- Неизвестный Левицкий. Портретное творчество живописца в контексте петербургского мифа. — СПб., 1996.
- Дворцы Строгановых. — СПб.: ООО «Алмаз», 1998. — 160 с.
- Пусть Франция поучит нас «танцовать». Создание Строгоновского дворца в Петербурге и своеобразие придворной культуры России в первой половине XVIII века. — СПб., 2003. — 512 c. — ISBN 5-303-00109-1
- Не хуже Томона. Государственная, меценатская, собирательская деятельность рода Строгоновых в 1771—1817 гг. и формирование имперского облика Санкт-Петербурга. — СПб.: Нестор, 2006. — 447 с. — ISBN 5-303-00293-4
- Дворцы и дома Строгоновых. Три века истории. — М. — СПб.: Центрполиграф, МиМ-Дельта, 2008. — 319 с. — ISBN 978-5-9524-3471-4
- Строгоновы. 500 лет рода. Выше только цари. [Марьино]. — М. — СПб.: Центрполиграф, 2012. — 558 с. — ISBN 978-5-227-03730-5
- Строгоновский сад. О почти исчезнувшем памятнике. — СПб.: Коло, 2012. — 304 с. — ISBN 978-5-901841-94-5
- Строгоновский дворец: архитектурная история — СПб.: Коло, 2015. — 320 с. — ISBN 978-54462-0015-3
- Строгановский дворец: послойная расчистка. Реставрация знаменитого здания Санкт-Петербурга. — М.: ЭКСМО, 2017. — 707 с. — ISBN 978-5-699-85662-6
- Павел Сергеевич Строганов. Итальянское путешествие. СПб., 2021. ISBN 978-5-93332-705-9

Статьи
- Живописец Иван Хруцкий: проблема интерпретации творчества «среднего художника» XIX в. // Вопросы отечественного и зарубежного искусства. Вып. 4: Проблемы изобразительного искусства XIX столетия. — Л., 1990. — С. 82-99.
  - Польский вариант: Malarz Jan Chrucki. Portret XIX-wiecznego 'artysty srednego'// Biuletyn historii sztuki. R. LX: 1998. nr.1-2. S.49-67.
- «Мы можем сделать состояние через готические стёкла». Неудача «дела Брюлловых» // «Новый мир искусства». 1998. № 3. — С. 20-21.
- Адам Менелас на российской земле. Возможные пути интерпретации творчества архитектора императора Николая I // Философский век. Альманах 6. Россия в николаевское время: наука, политика, просвещение. / Отв. ред. выпуска. М. Ф. Хартанович, М. И. Микешин. — СПб., 1998. — C. 211—229.
- «В ожидании колоссального дела» [об архитекторе А. П. Брюллове] // Русская галерея. 2001. № 1. — С. 52-55.
- Гвардии парк. Историко-художественное исследование Екатерингофа в Санкт-Петербурге // Искусствознание. 2017. № 1-2. С. 94-141.https://artstudies.sias.ru/upload/isk_2017_1_114-161_kuznetsov.pdf
- Стрельчатая арка на дорической колонне. Греко-готический дискурс Екатерины Великой и архитектурно-пространственные репрезентации власти в Российской империи (1770—1830-е) / Pointed arch on a Doric column The Greco-Gothic discourse of Catherine the Great and architectural-spatial representations of power in the Russian Empire (1770-1830s // Готика Просвещения. Юбилейный год Василия Баженова" / Enlightenment Gothic. Vasily Bazhenov — Anniversary Year. Каталог выставки. М., 2017. С.119-166
- Казус великого князя Павла Петровича: царицынский ансамбль, Михайловский замок и архитектурно-пространственные презентации власти в Российской империи (1770—1830 гг.) // Архитектор Баженов в Жуковском. Архитектурные идеи государства российского и усадьба Быково. М. — Жуковский, 2017. С.76-143.
- 25 лет рассказов о Строгановых и не только // Фонтанка. Культурно-исторический альманах. 2018. № 24. http://mirpeterburga.ru/upload/iblock/f94/f94429670052c3a295b038fd057dd19b.pdf
- Сладкое художественное впечатление. Воскресение графа П. С. Строганова, забытого любителя искусств // Забытый русский меценат. Собрание графа Павла Сергеевича Строганова. Каталог выставки. СПб., 2019. С. 9—33.
- Фасад ЕГО ВЕЛИЧЕСТВУ. Строгановский дворец, дом компании «Зингер» и дворец Белосельских-Белозерских: Невский проспект как архитектурный ансамбль // Искусствознание. 2020. № 3. C. 304—363 https://artstudies.sias.ru/upload/isk/isk_2020_3_304-363_kuznetsov.pdf
- «Устройство вдовы. Синопсис жизни С. В. Строгановой» в электронном журнале «Коллекция». https://sammlung.ru/?p=45338
- Ars Ægipticia Petropoli renata // Египтомания. Каталог выставки. СПб., 2023. С. 140—195
- Гимн «тихой жизни» Ивана Хруцкого. Искусство как (только) часть человеческого бытия // Гимн «тихой жизни» Ивана Хруцкого. Каталог выставки. Составитель А. Кондорф. М., 2024. С. 119—231.